# Agni Deo Singh
Pour les articles homonymes, voir Singh.
Agni Deo Singh est un syndicaliste et homme politique fidjien.

## Biographie
Enseignant, il est élu en 1999 secrétaire général du Syndicat des enseignants des Fidji, et continuellement réélu à cette fonction, jusqu'à sa démission en 2022 pour son retour en politique,. Il est élu député de Macuata-est à la Chambre des représentants aux élections législatives de 2006, avec l'étiquette du Parti travailliste, le parti des organisations syndicales. Son mandat de parlementaire est toutefois interrompu après quelques mois par le coup d'État militaire de 2006.
En date de 2021, il est également le trésorier du Congrès des syndicats des Fidji, l'organisation fédératrice des syndicats fidjiens.
Aux élections législatives de 2022, il retrouve un siège au Parlement des Fidji, mais cette fois avec l'étiquette du Parti de la fédération nationale,. Il est nommé ministre de l'Emploi, de la Productivité, et des Relations entre partenaires sociaux dans le gouvernement de coalition tripartite formé par le nouveau Premier ministre Sitiveni Rabuka,.